# Großsteingrab Lindstedt
Das Großsteingrab Lindstedt ist eine megalithische Grabanlage der jungsteinzeitlichen Tiefstichkeramikkultur bei Lindstedt, einem Ortsteil von Gardelegen im Altmarkkreis Salzwedel in Sachsen-Anhalt.

## Lage
Das Grab befindet sich 1,5 km südlich von Lindstedt im Seethener Winkel.

## Forschungsgeschichte
Das Grab blieb bei den beiden großen Aufnahmen der Großsteingräber der Altmark durch Johann Friedrich Danneil in den 1830er und 1840er Jahren sowie durch Eduard Krause und Otto Schoetensack in den 1890er Jahren unentdeckt, da es wohl zu dieser Zeit noch vollständig mit Erdreich verdeckt war. Erst in den 1950er Jahren wurde es freigelegt. Die Anlage wurde bislang lediglich in die Liste der Bodendenkmale Sachsen-Anhalts aufgenommen, aber noch nicht in wissenschaftlicher Literatur beschrieben.

## Beschreibung
Erhalten sind zwei große Findlinge und mehrere kleinere, etwa faustgroße Steine. In Richtung Süden liegen weitere Steine, deren Größe nicht vermerkt ist. Eine Bestimmung des genauen Grabtyps ist anhand dieser Beschreibung nicht möglich, dennoch wird die Anlage in der Denkmalliste als „Dolmen“ beziehungsweise als möglicher „Urdolmen“ geführt.